# バーチャファイターの登場人物
バーチャファイターの登場人物（バーチャファイターのとうじょうじんぶつ）では、セガの3D対戦型格闘ゲーム『バーチャファイターシリーズ』に登場するキャラクターについて述べる。

## プレイヤーキャラクター
一作目『バーチャファイター』においては、まだ外見の装飾にマシンパワーを割けないことから、見た目からタイプが想起しやすいキャラクターが作られていた。表現力が上がった現在でもその方針は大きく変わっていない。各キャラクターのプロフィールは公式サイトより。
続編においての大会での活躍や優勝者は、実際に行っていたゲーム大会や使用人気が反映されている。

### 結城晶（ゆうき あきら）［Akira Yuki］
- 声：光吉猛修（VF1）、三木眞一郎（VF2 - VF5FS、アニメ）、ムトウユージ（アーケードゲーマーふぶき）、阿部翔平（グーニャファイター[1]）
- 国籍：日本。生年月日：1968年9月23日。年齢：25歳[2]（VF1）、26歳（VF2）。職業：武道家（八極拳）、カンフーの師範。趣味：修行、カンフー。

シリーズ通しての主人公。明治の頃より続く名門道場である結城武道館の嫡男として日本に生まれる。道着とハチマキがトレードマークの結城流八極拳の達人。強者との戦いを喜び、自身も強くなるため日々修行を積んでいる努力家。晶が学んだ八極拳は、中国に源を発する八極門をもとにして開発された日本独自の拳術である。ストーリー上では第1回格闘トーナメントでさまざまな格闘家と戦い、自分の腕の未熟さを知り、再び修行の日々を送った。「第2回大会」において優勝しているが、「第3回大会」以降は立て続けに思い通りの結果を出せず強敵に連敗するなど不調ぶりを見せている。主人公ながら本作の最大の黒幕「J6」との因縁らしきバックボーンは薄い。口癖（決め台詞）は「10年早いんだよ!」。
『VF1』開発当時K-1で活躍していた佐竹雅昭がモデル。
武道家の家系で祖父も父親も武道家である。たしろたくや作の漫画『バーチャファイター 晶の拳（あきらのけん）』では母親と、妹の「葵」も登場した。
アニメ版では普段は大食いである面が目立ち、のん気な性格であり、私服姿も多く見られた。武道に対しては真摯。またサラのペット、アレキサンダーに懐かれて共に行動することも。
素早く威力の高い打撃と投げ技、返し技など、あらゆる戦局に対応可能な一通りの技が揃っているように見えるが、打撃は速いが直線的が故3D格闘ならではの「手前奥行き」に対しての対策が必要であったり、コマンド入力が難しかったりと、操作難度がきわめて高い。その分使いこなせれば全シリーズ通してそれなりに強力な性能である。人気キャラクターであるため対策もされやすい。代表的な技は「鉄山靠」、「崩撃雲身双虎掌」。

同社の格闘ゲーム『電撃文庫 FIGHTING CLIMAX』（電撃文庫のキャラクターを中心としたゲーム）にボスキャラクターとして登場。本作の黒幕である絶夢が彼に変身した姿でプレイヤーに立ちはだかる。なお、家庭用版ではプレイヤーキャラクターとして登場し、条件を満たすと使用可能になる。続編『電撃文庫 FIGHITING CLIMAX IGNITION』では晶本人として登場し最初から使用可能になっている。
コーエーテクモゲームスの『デッド オア アライブ5』にスペシャルゲストキャラクターとして出演している。
バンダイナムコゲームスのクロスオーバー作品『PROJECT X ZONE』シリーズでは味方キャラクターとして登場。1作目ではパイとペアを組み、続編の『PROJECT X ZONE 2:BRAVE NEW WORLD』では影丸とペアを組む。
任天堂のクロスオーバー作品『大乱闘スマッシュブラザーズ for Nintendo 3DS / Wii U』では、2015年6月15日のアップデートでMiiファイター向けのコスチュームとして結城晶の衣装が有料配信開始された。モデルは初代『バーチャファイター』のポリゴンモデルとなっている。
『大乱闘スマッシュブラザーズ SPECIAL』では、アシストフィギュアとして登場。モデルは『for』と同じく初代『バーチャファイター』のポリゴンモデル。また、2019年11月6日のアップデートでMiiファイター向けのコスチュームとして結城晶の衣装が有料配信開始された。

### パイ・チェン［Pai Chan］
- 声：岩男潤子（VF2）、高山みなみ（VF3 - VF5FS）、松井菜桜子（アニメ）、恒松祐里（グーニャファイター）[1]
- 国籍：中国。生年月日：1975年5月17日。年齢：18歳[2]（VF1）、19歳（VF2）。アニメ版では17歳。職業：映画俳優。趣味：ダンス。

ラウの娘で、香港の映画界で新税アクションスターとして活躍している。
中国名は陳白（漫画版より）と陳佩（『デッド オア アライブ5』の台湾版より）。熱しやすく冷めやすい性格で、しばしば心変わりする。パイは父により己の分身となるよう教育され幼少より拳術の英才教育を施される。その結果、ラウと同等、あるいはそれ以上の才をもって燕青拳を修得するが、それと同じだけラウに憎しみの念を抱く。これは父親が病気の母親を省みず己の拳のためだけに生きること、その定めを背負わせようとされていたことに起因している。『VF2』では、父への憎しみからトーナメントに参加して敗北を喫する。自分の未熟さを実感したパイは、修行を積み新たな燕青拳の技を身につけて第2回格闘トーナメントに参加する。後に彼が不治の病であることを知り、それを止めるためへと目的が変わる。さらに『VF5』では、既にラウの死期が迫っている状態を目の当たりにし、その求道心を見届けるための目的へ変化する。『VF2』での決め台詞は「あなたには功夫（クンフー）が足らないわ」だが、それ以降は「あなたには功夫が足りないわ」（アニメ版では、「あんたには功夫が足んないのよ」）となっている。
名前の由来は後述のラウと併せて『ドラゴンボール』の桃白白（タオパイパイ）から。
アニメ版では第1話で晶に事故ながらもキスされてから晶を気にかける描写が見られるが、素直になれずにいる。キスされて以降は餃子が大のトラウマになっている。また俳優になったきっかけも描かれている。ラウを総帥とする虎燕館（こえんかん）という武術組織に狙われており、途中サラと入れ違いで誘拐・洗脳され、無理やり幹部のリュウと結婚させられそうになった。
シリーズ初期から中期にかけての製品ではやや非力な点を優れたスピードで補う戦い方を主体としていたが、『VF5』ではその非力を大幅に克服し、投げ・打撃ともに極めて強力になっている。また返し技も習得している。
同社の格闘ゲーム『電撃文庫 FIGHTING CLIMAX』に晶専用のサポートキャラクターとして登場。家庭用版ではサポートキャラクターとしてプレイヤーも選択可能。続編では最初から使用可能。

コーエーテクモゲームスの『デッド オア アライブ5』にスペシャルゲストキャラクターとして出演している。
バンダイナムコゲームスのクロスオーバー作品『PROJECT X ZONE』シリーズでは味方キャラクターとして登場。1作目ではアキラとペアを組み、続編の『PROJECT X ZONE 2:BRAVE NEW WORLD』ではソロユニットとして登場。

### ラウ・チェン［Lau Chan］
- 声：千葉繁（VF2 - VF5FS）、トウリュウCH（グーニャファイター）[1]
- 国籍：中国。生年月日：1940年10月2日。年齢：53歳[2]（VF1）、54歳（VF2）。職業：料理人。趣味：漢詩。

パイの父親で、虎燕拳の使い手である。武術家としても料理人としても著名な人物。冷酷に見られがちだが優しい面も持つ。中国料理界で最高とされる大会で優勝し、一つの目的を達成した彼は、次の目標である武術を極めるために世界格闘トーナメントに出場する。ストーリー上では「第1回大会」優勝者であるが、本人は満足することはなかった。その後、再び仙山に戻り修行を積み重ね、1年後に第2回格闘トーナメントにも参加する。『VF4』では自らが不治の病であることを知り、虎燕拳の継承者を探すためトーナメントに出場。そこでレイ・フェイを虎燕拳継承者の弟子として迎えるが、病の進行により弱体化し、彼に裏切られてしまう。『VF5』ではさらなる病の進行から白髪になり、対戦時の開幕シーンによっては咳き込むようになっている。
『ドラゴンボール』の桃白白をモチーフにしたキャラクターで、『VF1』開発当時は名前も「タオ」だった。中国名は陳劉（漫画版より）と陳洛（『デッド オア アライブ5』の台湾版より）。
アニメ版では虎燕館の総帥として登場する。
威力に優れたラッシュを得意としており、また複雑な要素が少なく比較的扱いやすいが、必要なコマンド入力や展開もラッシュ系キャラクター故に高速である。

### ウルフ・ホークフィールド［Wolf Hawkfield］
- 声：デニス・ガン、酒井敬幸（CRバーチャファイター）、石塚運昇（アニメ）、ブンブン丸（グーニャファイター）[1]
- 国籍：カナダ、ネイティブアメリカンの末裔[8]。生年月日：1966年2月8日。年齢：27歳[2]（VF1）、28歳（VF2）。趣味：カラオケ。職業：プロレスラー。

カナダの山中で林業と狩猟をしながら少年時代を過ごす。プロレス界を無敵のまま去った彼は、ライバルを求めるため第1回格闘トーナメントに出場して結城晶と出会う。晶を良きライバルとして認識し、再戦を誓い別れた。そして第2回格闘トーナメントの開催を知り、出場を決意する。『VF3』～『VF4』でのトーナメント出場の目的が悪夢の真意を突き止めることに変更されるが、『VF5』では解決した悪夢の真意に代わり、新たに登場したエル・ブレイズからの挑戦状に受け応える形で参加する。
打撃技は発生速度は遅いが威力は高い。また種類が豊富で、威力の高い投げ技を決めていく、いわゆる「投げキャラ」としての側面もある。代表的な技は「ジャイアントスイング」。投げの威力は全キャラクター中最高。
同社がリリースした全日本プロレスを元にしたプロレスゲーム『全日本プロレス FEATURING VIRTUA』『GIANT GRAM 全日本プロレス2 in 日本武道館』にゲストとして登場。なお、前者のタイアップで、実際の全日本のマットにおいてジム・スティールがウルフに扮して参戦していた。

### ジェフリー・マクワイルド［Jeffry McWild］
- 声：ディーン・ハリントン、酒井敬幸（CRバーチャファイター）、大友龍三郎（アニメ）
- 国籍：オーストラリア。生年月日：1957年2月20日。年齢：36歳[2]（VF1）、37歳（VF2）。趣味：レゲエミュージック。職業：漁師。

オーストラリアの小島で、妻と子と一緒に漁師を営んでいる。“熊殺し”の異名を取った空手家ウィリー・ウィリアムスがモデルで、『VF1』開発当時は名前も「ウィリー」だった。
大物のサメ・サタンシャークを釣ることを夢見ており、賞金で魚群探知機を整えるべく、トーナメントに参加する。『VF5』ではJ6にサタンシャークが捕縛された噂を知り、真意を確かめるべくトーナメントに参加するという目的に変更される。
流派であるパンクラチオンは「自称」であり、事実上の我流武術である。そのためシリーズを通して一定の型を持たず、空手・キックボクシング・プロレス・喧嘩技など、様々な格闘技の技を使う。ウルフより打撃に長じた重量級として主に連携技・コンボ始動技が充実している。代名詞とも言える得意技はスプラッシュ・マウンテンだが、『VF5FS』において削除された。同作への移行の際に主力投げ技が完全に削除されたのはこのキャラクターのみである。
同社がリリースしたプロレスゲーム『全日本プロレス FEATURING VIRTUA』『GIANT GRAM 全日本プロレス2 in 日本武道館』にゲストとして登場。
同社のレースゲーム『デイトナUSA』では上級コースに彼の銅像（通称「ジェフリー像」）が設置されており、動かすこともできる（PlayStation 3・Xbox 360版にはそれにかかわる実績・トロフィーが存在する）。

### 影丸（かげまる）［Kage-Maru］
- 声：光吉猛修（VF1、VF3 - VF5FS）、梁田清之（アニメ）
- 国籍：日本。生年月日：1971年6月6日。年齢：22歳[2]（VF1）、23歳（VF2）。職業：忍者（葉隠流柔術）趣味：麻雀。一人称：我（アニメ版では私）。

ストーリー上では「第3回大会」優勝者であり、「第4回大会」においても決勝戦に進出している。シリーズ初代稼働前のAMショーにおいて結城晶と違い最初から存在しているキャラクターであり、大会の裏に潜むJ6によって“デュラル”という名のサイボーグにされた母親・月影を取り戻すため戦う。武器を使わず、体術のみで闘う忍者はビデオゲーム初となる。
アニメ版第1期ではJ6の依頼でサラを誘拐していたが、J6の非道なやり方を見過ごせず、第2期では晶たちとの仲は良好になった。しかし彼の故郷・葉隠の里は元同門であり、現在はJ6と手を組んでいる｢鬼丸」（声：森川智之）に襲撃され、影自身も捕らわれの身となる。アニメ版では忍具としてクナイを使用している。
多くの変則的な技を持つ。代表的な技は前転から両足を伸ばして飛び蹴りを放つ「雷龍飛翔脚」、相手を空高く投げ飛ばす「弧延落」。
同社がリリースしたプロレスゲーム『GIANT GRAM 全日本プロレス2 in 日本武道館』にゲストとして登場。
同社のゲーム『初音ミク -Project DIVA- extend』では、KAITO用に影丸のモジュールが用意されている。
バンダイナムコゲームスのクロスオーバー作品『PROJECT X ZONE 2:BRAVE NEW WORLD』では味方キャラクターとして登場し、アキラとペアを組む。

### サラ・ブライアント［Sarah Bryant］
- 声：リーソル・ウィルカーソン、岡本麻弥（アニメ）、恒松あゆみ（CRバーチャファイター）、飯野美紗子（グーニャファイター）[1]
- 国籍：アメリカ。生年月日：1973年7月4日。年齢：20歳[2]（VF1）、21歳（VF2）。趣味：スカイダイビング。職業：大学生。

カーレーサーであるジャッキーの妹で、サンフランシスコ生まれ。ジャッキーと同じく截拳道（ジークンドー）の達人だが、『VF4EVO』ではマーシャルアーツに転向した。兄が出場したレースで起きた事故に疑問を抱き、独自に調査を行っていた。調査中に秘密組織に拉致され、催眠術によって洗脳されてしまう。催眠により生来の格闘センスを覚醒させられ、第1回格闘技トーナメントでは、ジャッキーに対する刺客として送り込まれた。しかし彼女は完全にコントロールされておらず、ジャッキーを倒すことができずに終わった。その後組織は、サラにもっと強力な洗脳を行い、新たな技を教え込んで第2回格闘トーナメントへ送り出した。その後正気に戻りJ6からも脱出し、『VF4』でようやくブライアント家に帰還する。しかしJ6に拉致されていた期間でのマインドコントロールが中途半端であった影響から自分自身のアイデンティティに苦悩しており、ブライアント家の禍根の元凶となっているJ6を壊滅させるため厳しいトレーニングを重ね始めたジャッキーに触発される形で、間接的にジャッキーを超える目的で格闘トーナメントに出場を決意する。
J6に拉致された影響で幼少時代の記憶を無くしてしまい、現在はジャッキーらとは距離を置いて一人暮らしをしている。J6は現在でも月影の代わりにサラを新しいデュラルの素体にするため、サラをつけ狙っている。
『ターミネーター』に登場するサラ・コナーのイメージを膨らませ生まれたキャラクター。
アニメ版ではアレキサンダー（ムササビ）というペットがいて、アレキサンダーのいたずら（晶に飛びついた）により晶に押し倒され、胸を触られた。晶に好意を寄せている。途中誘拐・洗脳されて晶たちを襲うが、ジャッキーに倒されることで正気を取り戻した。
女性ならではの素早さを活かした攻撃型のキャラクター。操作が比較的簡単で、初心者にも扱いやすい。ただし、バーチャファイターシリーズはパワーキャラクターが強力に作られていたり扱いやすくされていたりするため（後半のナンバーであればあるほど）初心者〜中級者はリスクの割に攻撃力の低さに苦しむ。また、変則タイプでもないため対策もされやすい。『VF4』からフラミンゴという片足立ち構えのポーズが実装され、戦い方のバリエーションが大幅に増えた。
同社のゲーム『初音ミク -Project DIVA- 2nd』では、巡音ルカ用にサラのモジュールが用意されている。

コーエーテクモゲームスの『デッド オア アライブ5』にスペシャルゲストキャラクターとして出演している。

### ジャッキー・ブライアント［Jacky Bryant］
- 声：エリック・ケルソー、河本邦弘（CRバーチャファイター）、松本保典（アニメ）
- 国籍：アメリカ。生年月日：1970年8月28日。年齢：23歳[2]（VF1）、24歳（VF2）。趣味：トレーニング。職業：インディーカーレーサー。

サラの兄。截拳道を使うが、『VF4』以前と以降ではファイティングスタイルが若干異なる。ブライアント家の禍根の元凶となっているJ6を打倒するために格闘トーナメントに参加している。何事にも冷静でインディー関係者の間では"蒼い閃光"と呼ばれている。1990年に行われたレース中に炎上事故を起こし瀕死の重傷を負った。その後2年間はリハビリに明け暮れ、傷も治った頃、その事故の裏に謎の組織の存在があることを知った。
『VF1』開発当時最初に生まれたキャラクター。鈴木裕から、『ドラゴンボール』のスーパーサイヤ人をイメージして、と言われ生まれた。
アニメ版ではシスコンの気があり、何かとサラを気にかけている。
スタンダードな性能で比較的簡単な操作方法ながら、トリッキーで破壊力の高い打撃技と性能のよい投げ技を持つキャラクター。

コーエーテクモゲームスの『DEAD OR ALIVE 5 ULTIMATE』からスペシャルゲストキャラクターとして出演している。
任天堂のクロスオーバー作品『大乱闘スマッシュブラザーズ for Nintendo 3DS / Wii U』では、2015年6月15日のアップデートで、『大乱闘スマッシュブラザーズ SPECIAL』では、2019年11月6日のアップデートでMiiファイター向けのコスチュームとしてジャッキー・ブライアントの衣装を有料配信するサービスが開始された。

### 舜帝（シュン・ディ）［Shun Di］
- 声：高木均（VF2 - VF3）、辻村真人（VF4 - VF5FS）、北村弘一（アニメ）
- 国籍：中国。生年月日：1912年1月2日。82歳[13]（VF2）。趣味：飲酒。職業：漢方医。

『VF2』で初登場した酔拳使いで、何かと酒をよく飲む。行方知れずの愛弟子を探すためにトーナメントに出場した。ストーリー上では「第4回大会」で決勝戦に進出している。腰にある酒を飲むと徐々にパワーアップし、攻撃力や使える技が増えていくという、本ゲームでも屈指の変則的なキャラクター。
なお『2』の日本国外版では酒を飲むと顔が赤くなる演出はカットされている。

### リオン・ラファール［Lion Rafale］
- 声：ジェフ・マニング、柿原徹也（CRバーチャファイター）、岩永哲哉（アニメ）
- 国籍：フランス。生年月日：1979年12月24日。年齢：15歳[13]（VF2）趣味：ナイフ集め。職業：高校生→大学生。

『VF2』で初登場。蟷螂拳の達人にして大富豪の御曹司。若さゆえに自分が一番強いと思っていたが、シリーズと年齢を重ねるごとに自分の実力を純粋に試したいという気持ちが強くなる。『VF5』ではJ6が父親との関与を示唆する情報を偶然目にしてしまい、その真意を確かめるべくトーナメントに参加する目的に変化。『VF5R』ではジャンと幼馴染みであるという設定が追加された。
アニメ版では最初家出しており、晶と会い共に旅に出ようとしたが、晶の言葉で思いとどまる。第2期では家にあった重要な情報（格闘家のリスト）を持ち出して、日本にやってきた。
素早さとトリッキーさが特徴のキャラクター。

### 梅小路葵（うめのこうじ あおい）［Aoi Umenokoji］
- 声：熊谷ニーナ
- 国籍：日本。生年月日：1979年3月14日。流派：合気柔術。趣味：生け花。職業：高校生（『4』で大学生になる）。

『VF3』で初登場。父の友人であり昔馴染みでもある晶から世界格闘トーナメントの話を聞き、出場を決意する。『VF5』では、女性と見れば口説くような軽薄な振る舞いをするブラッドを許せないでいるとともに、ライバル視しているというストーリーがついた。
威力の高い投げ技を狙うキャラクター。「寸止め」と呼ばれるフェイントと「天地陰陽」といういなし構え、ゲーム中全ての技に対応する返し技を持つ。
しかし打撃の威力が弱く変則で操作難易度も高い。対策もそれほどされにくいわけでもなく、特に『3』では操作難易度が高いのに弱いキャラクターで、その弱さ故『4』の設定で「第3回では一回戦敗退」という設定がつけられたほど。作品が続くごとに改善はされている。
京都に住むという設定で、極端にステレオタイプな京言葉ボイス（現代では中高年でも使う人が稀なレベル）が用意されているのも特徴。

### 鷹嵐（たかあらし）［Taka-Arashi］
- 声：梁田清之（VF3 - VF5FS）
- 国籍：日本。生年月日：1968年11月11日。趣味：将棋。職業：力士（番付は横綱）。

『VF3』で初登場。荒っぽい技で有名だった。裏世界のアメリカ人との勝負がきっかけで第3回トーナメントに参加するも惨敗した。その屈辱をばねに第5回トーナメントの招待を受け、リベンジに挑む。巨体ゆえに打撃技・投げ技共に非常に高い破壊力を持つが、その代償として通常動作の緩慢さと当たり判定の大きさも目立つ、両極端なキャラクターである。『VF3』では一部のダウン技を受けても倒れないという特性を持ち、そのため他キャラクターでは決まらないような連続攻撃を受けてしまうという弱点もあったが、『VF3tb』以降は通常キャラクターと同様にダウンするようになった。また、『VF3』ではジャンプが不可能だったが、『VF3tb』以降では可能となった。この変更に伴ってアーケード版の『VF3』より『VF3tb』ではわずかだがポリゴンモデルが小さくなった。巨体ゆえ、一部の投げ技が鷹嵐専用の物に変化する物もある。
『4』と『5』では本職の力士として活動しているという設定で登場しなかったが、『VF5R』にて再登場を果たした。

### 雷飛（レイ・フェイ）［Lei-Fei］
- 声：櫻井孝宏
- 国籍：中国。趣味：読経。流派：少林拳。職業：僧侶。

『VF4』で初登場。ラウが禁断の武術・虎燕拳の封印を解いたため、自身が所属する組織から虎燕拳封印の任務を受けトーナメントに出場するが、密かに虎燕拳を自分の物にしようと考えていた。その後ラウの弟子となるが、あまりにも衰えたラウの力に失望し、用済みとして葬ろうと企む。しかしトドメを刺そうとした所を偶然その場に居合わせたパイに阻止される。レイはそのまま撤退し、虎燕拳封印の任務も失敗に終わった。
『VF5』では虎燕拳に未練を無くし、自分に対立する者たちを倒して行くことにより、自分が所属していた組織から再び評価を貰おうとするためにトーナメントへ参加する。
様々な構えからトリッキーな動きで相手を翻弄する。相手の攻撃を捌く技が多種そろっている。

### ベネッサ・ルイス［Vanessa Lewis］
- 声：ドナ・バーク（VF4 - VQ）[15]、Bianca Allen (VF5)[15]、恒松あゆみ（CRバーチャファイター）
- 国籍：不明。趣味：歌。職業：SP。

『VF4』で初登場。私設SPの一員のバーリトゥード系ファイター。銀髪と褐色の肌がトレードマーク。幼少時にJ6の研究施設から特殊部隊によって救出され、以後その隊長を養父として育つ。成人後、養父がJ6の手によって任務中に殺害されたため、犯人を突き止めるべくトーナメントに参加する。『VF5』ではJ6がデュラルの依代として、サラ・ブライアントの身柄を狙っていることを知り、J6への復讐とサラの警護のため、トーナメントにエントリーする。
「ディフェンシブ」と「オフェンシブ」（『VF4』の初期では「ムエタイスタイル」）の2種類のスタイルを任意で切り替えつつ戦うことができる。ディフェンシブスタイルは相手の攻撃を捌く技をオフェンシブスタイルは威力の高い技や投げコンボ技を得意としている。このため使用する側も相手にする側も2キャラクター分の知識が必要で、技も使いにくいものが多く操作難易度は非常に高い。女性キャラクターの中では最も重く腹筋が割れている。

### 日守剛（ひのがみ ごう）［Goh Hinogami］
- 声：関俊彦
- 国籍：不明。趣味：シルバーアクセサリー収集。職業：J6エージェント。

『VF4エボリューション』で初登場。柔道家で、古武術も修得している。幼い頃、父親が才能を妬んでいた親友の裏切りによって殺され、J6に暗殺者として育てられる。参加者の一部を暗殺せよとの命を受け、トーナメントに参加する。性格は凶暴そのもので、血相も悪く顔に古傷が残っている。
『VF5』では、ジャッキーに敗れたことで前回の任務が失敗に終わり、組織内での評価も下がった。しかし、それでも自分が強くなったことを証明すべく任務を再開する。
柔道使いらしく強力な投げ技を主力とするが、打撃技も得意とし、相手の打撃技を捌きつつ攻撃できる技や、打撃から投げに繋がる技を数多く持つ。反面、持ち技が近距離で効果を発揮するものに偏っており、距離を取られて牽制されるとやや近づきにくいのが難点。一方で作品が続くごとにチンピラを彷彿とさせる暴力的な攻撃モーションも増えている。

### ブラッド・バーンズ［Brad Burns］
- 声：ドミニク・アレン、金光宣明（CRバーチャファイター）
- 国籍：イタリア。趣味：スリルのあること全般。職業：プロボクサー。

『VF4エボリューション』で初登場。キックボクサーでムエタイも修得済み。強い相手とスリルと魅力的な女性を求めてトーナメントに参加する。
特殊移動からの素早い動きとリーチの長い足技で攻める、打撃攻撃に特化したキャラクター。投げ技は物足りないが、難度の高い操作はさほどなく、初心者でも扱いやすい部類に入る。

### エル・ブレイズ［El Blaze］
- 声：サミュエル・ローズ、佐々木啓夫（CRバーチャファイター）
- 国籍：メキシコ。職業：プロレスラー(ルチャリブレ[17])

『VF5』で初登場。ジュニアヘビー級では敵なしの戦績を持つ。ライバルであるウルフを超えるためにトーナメントに参加する。
走りや前転からの選択が重要なダメージ源となる、メキシカンプロレス系統のキャラクター。近距離戦を中心に使いやすい技が揃っているが、小柄な体格ゆえのリーチの短さがネック。軽い部類だが当たり判定が小さく、非常に空中コンボが入りにくかった。しかしVF5FSで大幅な当たり判定の調整が行われ、一気にコンボをもらいやすくなっている。

### アイリーン［Eileen］
- 声：塩野アンリ（旧：吉川友佳子）
- 国籍：中国。職業：京劇家。

『VF5』で初登場。猴拳を使う。幼くして両親を亡くし祖父に育てられた。パイに憧れてトーナメントに参加する。
軽量級ならではの素早さにシュンのようなトリッキーさを加えたキャラクター。キャンセル行動と呼ばれる、特定の技から構えから派生する連携技を持つ。
フルネームは「劉 愛玲（りゅう あいりん）」。

### ジャン紅條［Jean Kujo］
- 声：羽多野渉
- 国籍：フランス、生まれは日仏ハーフ[20]。職業：J6エージェント。

『VF5R』で初登場した空手家。リオンの幼馴染みで、彼が蟷螂拳を習得するきっかけを作った人物でもある。その直後にJ6による拉致洗脳を受け、現在は剛と同じく暗殺者として活動している。第4回トーナメント（VF4EVO）で剛が任務に失敗したため、新たなる刺客として第5回トーナメントに送り込まれた。ナルシストな一面も見られる。
連携の途中で技の動作を溜めることができ、そこから中段・下段への派生、また連携の中止を行うことで相手を翻弄しつつ、威力の高い単発技や連撃を決めていく戦い方を得意とする。

### デュラル［Dural］
シリーズを通して1人用モードの最終ステージ（正確にはボーナスステージ）に登場する、銀色の女性型サイボーグ。J6の主力兵器として開発が進められており、『3』以降は月影（影丸の母親）を素体としながら、サラやベネッサのデータも取り込んでいる。
金属製のため、非常に重く、空中コンボが決まりにくい。さらに各キャラクターの強い技を少しずつ使用できるという、まさしく最終ボスに相応しい良い処取りのキャラクターだが、オリジナルのコンボ技はさらに強い。さらに、『VF2』以降はシュンと同じく飲酒システムを持つが、飲酒はポーズだけにもかかわらずしっかりと効果を発揮している。
『リボンの騎士』のジュラルミン伯爵がルーツ。
体色は金色、クリスタル色、プラチナ色、光学迷彩仕様、ステルス仕様、石像とシリーズごとに変貌を遂げ、また『VF2』では海底ステージで水中戦という形がとられた。そのため、通常のステージよりもかなり移動スピードなどが制限されていた。
アーケード版では原則プレイヤーキャラクターとしては選択できないが、シリーズ中唯一『VF2.1』で使用可能であった（スタートボタンを押しながらキャラクター選択を行うと16分の一の確率でランダムに選択される）。家庭用移植版『VF1』（REMIX含む）および『VF2』では隠しコマンドで選択できる。
バンダイナムコゲームスのクロスオーバー作品『PROJECT X ZONE』ではベネッサのデータを取り込まれた「V-デュラル」が敵キャラクターとして登場。続編の『PROJECT X ZONE 2:BRAVE NEW WORLD』ではデュラル自身も登場する。
アニメ版でも最終ボスとして登場。エヴァによって起動し、アキラたちを寄せ付けない強さを見せつけたが、最後はアキラの「崩撃雲身双虎掌」によって敗れる。

## J6
正式名称はJUDGEMENT 6（ジャッジメントシックス）。6つの巨大企業によって構成される組織連合。国際政治から兵器開発にまで多大な影響力を持ち、その力で世界情勢を裏側からコントロールしている。最終的には世界を完全に支配することが目的。幹部は6人で、それぞれが大アルカナの名称で呼ばれている。各自の名称と担当は下記の通り。
JUDGEMENT
J6全体の統轄および管理。
THE DEVIL
通常兵器の開発。またデュラル開発の中心。
WHEEL OF FORTUNE
国際政治（主に非軍事分野）のコントロール。
THE MOON
武力紛争やテロ活動の支援およびコントロール。『サイバージェネレーション 〜ジャッジメントシックスの野望〜』ではボスキャラクターの一人として登場している。
THE TOWER
J6の組織の末端までの監視。
DEATH
ABC兵器を始めとする特殊兵器の開発。
本作の舞台である「世界格闘トーナメント」の開催に関わっている（中心になっているのはTHE DEVIL）が、その裏に隠された意図は一貫して、デュラルの性能テストと新たな素体の確保、更にはJ6にとって邪魔な人物の合法的な暗殺である。また、サラやジャンへの拉致および洗脳、影丸の母親・月影のデュラルへの改造、剛やベネッサの育成、ジェフリーの獲物であるサタンシャークの捕獲（『VF5』限定）など、一部キャラクターのバックボーンや闘う動機にかなり影響している。

## アニメオリジナルキャラクター
1995年のアニメに登場したオリジナルキャラクター。
ジャック・モレノ
声 - 秋元羊介
ラファール私兵部隊長。ラファール家の跡継ぎを否定し家出したリオンを無理矢理連れ戻そうとするが、晶に敗北した。鬼丸との戦いでは、命を狙われているリオンを救いに晶たちの前に現れた。晶たちと共闘して鬼丸と戦うが、落下する照明からリオンをかばい致命傷を負い、晶たちにリオンを守るように頼み息絶えた。
保安官
声 - 阪脩
第9話に登場した、警察の保安官。本名は不明。40年間保安官をしており、近日退職予定である。虎燕館によってガソリンスタンド爆破の罪を着せられた（リーによってガソリンスタンドが細工され、晶とジャッキー殺害のために爆破したもの）晶とジャッキーを逮捕したが、州警察に成りすました虎燕館のことを知り、晶たちとは打ち解けた。事件後、晶にバッジを渡そうとしたが晶に「これはあんたの物だ」と却下され、別れた。
リュウ・カオルン
声 - 楠大典
ラウの弟子で、虎燕館の師範代。ラウ不在の際は虎燕館の実質リーダーとなる。幼少期、ヤクザに襲われていたところをラウに助けられ、ラウに弟子入りを志願した。元々道場だった虎燕館をマフィアのような組織にした張本人であり、最終的には武力のために虎燕館の乗っ取りをたくらんでいた。エヴァのことを目的のために利用しようとしていたが、実は彼自身がエヴァに利用されているに過ぎなかった。拉致したパイと無理やり結婚式を挙げ、正統な後継者となって組織を完全に支配しようとする。そこへ駆け付けたアキラに終始圧倒され、しかもリュウの本性を知ったラウにまで叩きのめされる。エヴァに銃撃された状態でデュラルに立ち向かうも袋叩きにされ致命傷を負う。最期はラウと和解し「力さえあればラウのようになれると思った。でも本当に欲しかったのはラウの愛情だった」と本心を打ち明けながら彼に看取られ息を引き取る。
ジミー・ゲイツ
声 - 結城比呂（現：優希比呂）
虎燕館のアメリカ総支局長。IQ260。普通の少年に成りすまし、町で強盗に遭っている演技をし晶たちに助けられ同行する。虎燕館が経営するカジノでパイが部下・クライブに捕らわれた際に正体を現した。ラウの力が全てという教育を受けて育ったため、友情を信じておらず、世の中は勝ちか負けかという思考を持っている。そのため、友情を信じる晶たちに動揺した。晶に敗れた後、カジノの爆発から晶に救われ、改心した。
エヴァ・デュリックス
声 - 田中敦子
J6に所属する研究者で、アニメ版での黒幕的存在。デュラルの開発者。リュウ率いる虎燕館と共謀し、デュラル開発のためにサラを実験台にしようとした。デュラルの敗北後、ビルの崩壊に巻き込まれて消息不明になるが、一命を取り留める。しかし顔の半分を炎で焼かれるという状態になり、晶たちへの憎悪を胸に鬼丸軍団と手を組む。
最終話（35話）では、鬼丸の能力を取り込んだ「ゴールドデュラル」を製造し晶との最終決戦に臨む。エヴァは「鬼丸はあなたに負けた苦しみから逃れるためにゴールドデュラルとなった。また鬼丸を殺すの？」と晶の罪悪感を刺激して劣勢に立たせる。しかし仲間たちの想いを受けた晶は立ち直り、リング外まで吹っ飛ばされたゴールドデュラルは落雷に撃たれ、崖下へと消えた。
絶望したエヴァは晶たちを射殺しようとするが、まだ生きていたゴールドデュラルに足首を掴まれ道連れにされそうになる。落下したところを晶の手に助けられ、罪を償い生きるように言われる。しかしエヴァは、その行動が晶の強さの理由と理解しつつも否定。最後は「アデュー（フランス語で『さようなら』の意味）」と呟きながら自ら手を解き、感謝の笑顔を遺したまま崖下へと消えていった。
鬼丸
声 - 森川智之
葉隠の里の忍で、影丸とは同門。影丸の流派継承のせいで全てを失う羽目になったことで影丸を恨んでいる。J6と手を組んで影丸の大切なものを奪おうと目論んでいる。晶に敗れ、撤退した後、自身の力をデュラルに託すためにデュラルと戦う。デュラルに敗北し、影丸に自分を負かし、力がどういうものかを教えてくれたことを感謝しながら戦死する。
我王
声 - 塩沢兼人
鬼丸の部下。坊主頭で僧のような服装をしている。三味線の弦で敵を縛る技を使う。鬼丸のアジトでの決戦にてに晶に敗北した。エヴァの死後、姿を消し動向は不明である。
仁王
声 - 百々麻子
鬼丸の部下。筋肉質で長身の女性。度重なる敗退により、激怒した鬼丸に粛清される。晶たちに看取られながら息絶えた。